# Devontae Booker
Devontae Booker (Sacramento, 19 novembre 1993) è un giocatore di football americano statunitense che milita nel ruolo di running back per i New York Giants della National Football League (NFL).

## Carriera

### Denver Broncos
Al college, Booker giocò a football all'Università dello Utah dal 2014 al 2015. Fu scelto nel corso del quarto giro (136º assoluto) nel Draft NFL 2016 dai Denver Broncos. Debuttò come professionista subentrando nella gara vinta nel primo turno contro i Carolina Panthers, correndo tre volte per 8 yard.

### Las Vegas Raiders
Il 6 maggio 2020 Booker firmò con i Las Vegas Raiders.

### New York Giants
Nel marzo del 2021 Booker firmò con i New York Giants.